# Batoua-Godolé
Batoua-Godolé est un village de la commune de Meiganga situé dans la région de l'Adamaoua et le département du Mbéré au Cameroun, à proximité de la frontière avec la République centrafricaine.

## Population
En 1967, Batoua-Godolé comptait 1 636 habitants, principalement Gbayas, Peuls et Bororos. Lors du recensement de 2005, 2 835 personnes y ont été dénombrées.